# Cephalotheca kriegeri
Cephalotheca kriegeri är en svampart som beskrevs av Rehm 1909. Cephalotheca kriegeri ingår i släktet Cephalotheca och familjen Cephalothecaceae.   Inga underarter finns listade i Catalogue of Life.